# Танко-гренадерська дивізія

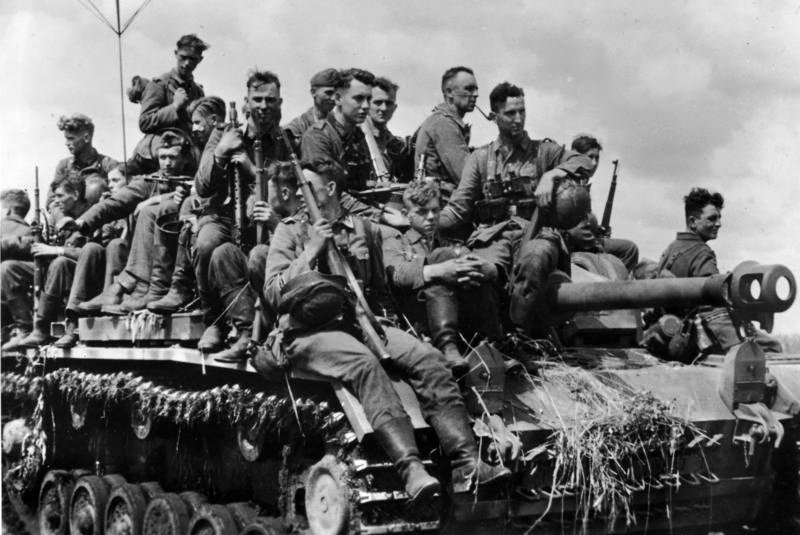
Панцергренадери на штурмовій гарматі Sturmgeschütz III. Липень 1943 року.

Панцергренадерська дивізія — основне військове з'єднання в танкових військах Німеччини.

## Історія створення
Панцергренадерськими дивізіями стали іменуватися дивізії, що виявили стійкість в обороні, але зазнали великих втрат і були виведені для поповнення в тил, а також нові дивізії, які формувалися на основі деяких збережених підрозділів відзначених дивізій.
Термін «панцергренадери», коли він використовується для позначення німецької мотопіхоти періоду Другої світової війни, не зовсім точний. По-перше, термін «панцергренадери» не використовувався в німецькій номенклатурі до червня 1942 року, коли мотопіхотні полки (нім. Schutzen), були перейменовані на гренадерські полки. Усі танкові дивізії мали у своєму складі один або два мотопіхотні/панцер-гренадерські полки. Остаточного вигляду панцер-гренадерські дивізії набули тільки в 1943 році. Проте їх основу становили старі мотопіхотні дивізії, деякі з них існували ще з серпня 1939 року. Згодом у кінці війни певна кількість панцер-гренадерських дивізій була переформована на танкові. Можна сказати, що мотопіхота в танкових або мотопіхотних дивізіях являла собою точно такий же тип солдатів і грала в бою точно таку ж роль, як і панцергренадери, що прийшли їм на зміну у 1943—1945 роках.
Приставка до назви «гренадерська» мала значення почесного найменування й слугувала для підняття бойового духу. Згідно з генерал-майором Тиссом, автором статей у журналі вермахту «Сигнал», це означало елітний статус цих військ.
Панцергренадерські батальйони після створення перших панцер-гренадерських дивізій були реорганізовані і стали складатися не з п'яти, як раніше, а з чотирьох рот. У танкову дивізію зразка 1943 року теоретично входило два панцер-гренадерські полки. У кожному батальйоні тепер було тільки три мотопіхотних та одна важка рота.
Брак танків частково компенсувався за рахунок посилення вогневої потужності панцер-гренадерських полків, попри те, що розміри їх сильно зменшилися. Наприклад, в 1939 році на озброєнні трьох мотопіхотних і одного мотоциклетного батальйону, що входили до складу танкової дивізії, було 110 ручних і 56 станкових кулеметів, 36 50-мм і 24 80-мм мінометів, 8 легких піхотних гармат і 12 37-мм протитанкових гармат Pak 35/36. Німці також компенсували скорочення кількості танків і живої сили за рахунок посилення озброєння. У 1944 на озброєнні чотирьох батальйонів панцергренадерів було 364 легких і 49 важких кулеметів, легких 50-мм мінометів не було, проте на їх озброєнні з'явилося 28 80-мм і 16 120-мм важких мінометів, 12 важких піхотних гармат, 40 20-мм зеніток і 12 7,5-см піхотних гармат. Протитанкові гармати були передані протитанковим батальйонам дивізій, кожен з яких мав 43 75-мм гармати Pak 40. При цьому вони постійно перебували в тісній взаємодії з панцергренадерами.
Мотопіхотні дивізії по суті були підрозділами піхоти, які зазвичай перевозилися вантажівками та мотоциклами. Вони володіли більшою мобільністю і через це здатні були не відставати від танкових дивізій, які очолювали наступ. Мотопіхотні дивізії були організовані подібно до дивізій регулярної піхоти. Склад і озброєння типової для 1939 мотопіхотної дивізії виглядав наступним чином: загальна чисельність особового складу — 16 445, включаючи 492 офіцери. Дивізія мала 989 вантажівок для перевезення особового складу, 1627 вантажівок, що використовувалися для інших цілей, 1323 мотоцикли і 621 мотоцикл з коляскою (які продовжували залишатися важливою частиною військового транспорту). У розпорядженні батальйону розвідки додатково було 30 бронемашин. Артилерія мала 84 легкі і 54 середні міномети, 24 легкі піхотні гармати, 72 протитанкові гармати Pak 36, 36 легких і 12 важких польових гаубиць, а також 12 20-мм протитанкових гармат.
Хоча після Польської кампанії чисельність мотопіхоти була скорочена, структура дивізій майже не мінялася аж до 1942 року, коли влітку Верховне командування посилило велику кількість мотопіхотних дивізій танковими батальйонами. Цей захід значно посилив їх бойову міць і, ставши досить успішним і ефективним, став звичайною практикою. Хоча багато з цих підрозділів були спочатку забезпечені танками — іноді PzKpfw III, а частіше PzKpfw IV, — здебільшого їм доводилося задовольнятися штурмовими гарматами, особливо в середині й наприкінці війни.
У середині війни в термінології, яка використовується для мотопіхотних дивізій, відбулася велика кількість змін. У жовтні 1942 р. піхотні полки були перейменовані в гренадерські полки. Згодом, у березні 1943 року, вони здобули популярність як панцергренадерські (нім. Panzergrenadier) полки.
23 червня 1943 року всі мотопіхотні дивізії вермахту стали іменуватися панцер-гренадерськими, за винятком 14-ї і 36-ї дивізій, з яких була виведена техніка, а самі вони стали звичайними піхотними формуваннями. За документами Головної квартири, на 24 вересня 1943 року панцер-гренадерська дивізія мала у своєму складі два панцер-гренадерські полки, в кожен з яких входило по три батальйони (то було збільшення в порівнянні з мотопіхотними дивізіями), один батальйон танків або, частіше, штурмових гармат StuG, протитанковий (теоретично самохідний) і розвідувальний батальйони, артилерійський полк, зенітний дивізіон, батальйон зв'язку і різні допоміжні формування.
Загальна чисельність дивізії становила 15 418 осіб, у тому числі 415 офіцерів.
Вогнева міць дивізії складалася з 46 середніх і 24 важких мінометів, 14 легких і 44 важких піхотних гармат, 21 75-мм протитанкової гармати, 24 вогнемети, що використовуються саперами, 42 20-мм і чотирьох 88-мм зенітних гармат, 18 бронемашин (зазвичай оснащених 20-мм гарматами) розвідувального батальйону, 43 самохідних «Ягдпанцер» і 45 танків або штурмових гармат. Враховуючи втрати, яких зазнали німецькі танкові дивізії до середини 1943, повністю укомплектовані панцергренадерські дивізії часто мали таку ж кількість танків, що і їх пошарпані в боях танкові «колеги».